# ميليسا ألدانا
ميليسا ألدانا (بالإسبانية: Melissa Aldana)‏ هي عازفة ساكسفون تشيلية، ولدت في 3 ديسمبر 1988 في سانتياغو في تشيلي.

## وصلات خارجية
- ميليسا ألدانا على موقع ميوزك برينز (الإنجليزية)
- ميليسا ألدانا على موقع أول ميوزيك (الإنجليزية)
- ميليسا ألدانا على موقع ديسكوغز (الإنجليزية)